# Miami Heat 1993-1994
La stagione 1993-94 dei Miami Heat fu la 6ª nella NBA per la franchigia.
I Miami Heat arrivarono quarti nella Atlantic Division della Eastern Conference con un record di 42-40. Nei play-off persero al primo turno con gli Atlanta Hawks (3-2).

## Risultati
| Squadra            | V  | P  | %    | GB |
| ------------------ | -- | -- | ---- | -- |
| N.Y. Knicks        | 57 | 25 | 69,5 | -  |
| Orlando Magic      | 50 | 32 | 61,0 | 7  |
| N.J. Nets          | 45 | 37 | 54,9 | 12 |
| Miami Heat         | 42 | 40 | 51,2 | 15 |
| Boston Celtics     | 32 | 50 | 39,0 | 25 |
| Philadelphia 76ers | 25 | 57 | 30,5 | 32 |
| Washington Bullets | 24 | 58 | 29,3 | 33 |

## Roster
| N° | Naz.                   | Ruolo | Sportivo       | Anno | Alt. | Peso \|\| |
| -- | ---------------------- | ----- | -------------- | ---- | ---- | --------- |
| 2  | Stati Uniti (bandiera) | GA    | Keith Askins   | 1967 | 201  | 89        |
| 3  | Stati Uniti (bandiera) | G     | Steve Smith    | 1969 | 201  | 91        |
| 4  | Stati Uniti (bandiera) | C     | Rony Seikaly   | 1965 | 211  | 104       |
| 10 | Sudan (bandiera)       | C     | Manute Bol     | 1962 | 229  | 91        |
| 12 | Stati Uniti (bandiera) | G     | Bimbo Coles    | 1968 | 185  | 82        |
| 20 | Stati Uniti (bandiera) | G     | Brian Shaw     | 1966 | 198  | 86        |
| 21 | Stati Uniti (bandiera) | G     | Morlon Wiley   | 1966 | 193  | 84        |
| 22 | Stati Uniti (bandiera) | AC    | John Salley    | 1964 | 211  | 104       |
| 32 | Stati Uniti (bandiera) | G     | Harold Miner   | 1971 | 196  | 95        |
| 33 | Stati Uniti (bandiera) | AC    | Alec Kessler   | 1967 | 211  | 104       |
| 34 | Stati Uniti (bandiera) | GA    | Willie Burton  | 1968 | 203  | 95        |
| 35 | Stati Uniti (bandiera) | A     | Gary Alexander | 1969 | 201  | 109       |
| 41 | Stati Uniti (bandiera) | A     | Glen Rice      | 1967 | 201  | 98        |
| 43 | Stati Uniti (bandiera) | A     | Grant Long     | 1966 | 203  | 102       |
| 52 | Stati Uniti (bandiera) | C     | Matt Geiger    | 1969 | 213  | 110       |

## Staff tecnico
- Allenatore: Kevin Loughery
- Vice-allenatori: Bob Staak, Alvin Gentry
- Preparatore atletico: Ron Culp